# Daniel Silva (wielrenner)
Daniel Eduardo Moreira Silva (Trofa (Porto), 8 juni 1985) is een Portugees wielrenner die onder andere reed voor Rádio Popular-Boavista.

## Carrière
In 2009 won Silva het eindklassement van de Grote Prijs Liberty Seguros, die dat jaar nog niet op de UCI-kalender stond. Zijn eerste overwinning volgde vier jaar later, toen hij de eerste etappe van de Ronde van Alentejo op zijn naam wist te schrijven. De leiderstrui die hij daaraan overhield raakte hij een dag later kwijt aan Jasper Stuyven. De leiding in het bergklassement raakte hij pas in de laatste etappe kwijt: Karel Hník won met twee punten meer dan Silva. Drie maanden later werd hij vierde op het nationale kampioenschap tijdrijden, waar Rui Costa ruim anderhalve minuut sneller was. In 2016 wist Silva in drie van de tien etappes van de Ronde van Portugal op het podium te eindigen, wat hem de derde plaats in het eindklassement opleverde.
In 2017 werd Silva prof bij Soul Brasil Pro Cycling Team, dat vanwege een schorsing pas halverwege februari weer aan internationale wedstrijden mocht deelnemen. Eind mei werd, voordat hij zijn eerste wedstrijdkilometers had gemaakt, zijn contract beëindigd. Per mei 2018 ging hij koersen voor Rádio Popular-Boavista, waar hij tot en met 2020 wedstrijden voor zou rijden.

## Overwinningen
2013
1e etappe Ronde van Alentejo

## Ploegen
- 2007 –  Vitória-ASC
- 2009 –  Centro Ciclismo de Loulé-Louletano
- 2010 –  Centro Ciclismo de Loulé-Louletano
- 2011 –  Onda
- 2012 –  Onda
- 2013 –  Rádio Popular-Onda
- 2014 –  Rádio Popular
- 2015 –  Rádio Popular-Boavista
- 2016 –  Rádio Popular-Boavista
- 2017 –  Soul Brasil Pro Cycling Team (tot 31/05)
- 2018 –  Rádio Popular-Boavista (vanaf 22/05)
- 2019 –  Rádio Popular-Boavista
- 2020 –  Rádio Popular-Boavista

Affonso · Almeida · Cardoso · Chaman · Chamorro · Godoy · Gohr · Machado · Morais · Nazaret · Nicácio · Pinheiro · Pires · Ranghetti · D. Silva · L. Silva · Simón